# 察举
察举制是中国古代选拔官吏的制度，由汉武帝於元光元年（西元前134年）確立。察举制不同于以先秦的世袭和後來隋唐的科举制，主要特徵為由地方长官在辖区内随时考察及选取人才，推荐予上级或者中央，被试用及考核後，再任命為官职。
定期的察举科目称为常科或岁举，如孝廉、秀才科；由皇帝不定期地下诏要求贡举的为特科、制科或诏举，如贤良、文学、明经、有道等科。察举的对象，既有平民，也有现任的吏员。孝廉科是汉代最主要官员来源之一。
从察举科目的可以看出它是封建伦理道德为中心，注重声名取士。它的另一个特点是以荐举为主，考试为辅。
察举制是在中国古代产生的第一个系统的选官制度，它对当时社会以及后来的选官制度产生有至关重要的影响。在隋唐时期，察举演变成了影响中国一千多年的科举制。

## 中国古代选官制度
中国古代的官吏选拔制度主要经历了世袭制、察举制、九品中正制、科举这几个阶段。
先秦时期中国的世族在社会上有重要地位，几乎全部官位的重职、要职都有世族成员担任，虽然这一时期也有所谓乡兴贤能制的选举，但这只是选拔伍长、乡吏等小官，如孔子之仕“委吏乘田”，皆为小吏。在这种制度下，只有王公、世族子弟才能世代为官。
从西汉开始建立完善察举制来作用主要的仕方法，征辟制作为察举制的补充。
魏晋南北朝时期的选拔制度，比汉代多了一条以推荐考核为选官途径的九品中正制，它是在对东汉察举制的反思与改进的基础上创设的。

## 察举制的建立
春秋战国時，选士制度開始出現少數非血統的特征。随着士阶层的崛起及各诸侯国之间空前激烈的政治竞争、经济竞争、军事竞争的需要使得各国君主都锐意变革图强，他们网罗人才、竞相纳士。这时即有重金招聘、设计求贤，也有贤者荐贤、献策自荐等方式。这些方式强调德行道艺兼求，但基本是和平时期重德行，战争岁月重道艺。德行道艺兼求，是先秦选士制度的总体特点，这一特点奠定了察举制的基本格局与方向，它成为察举选士的重要标准。
汉高祖曾下诏征召贤能。汉文帝二年（前178年）下诏，要求地方察举贤良方正能直言极谏者；汉文帝十五年，又诏诸侯王、公卿、郡守举贤良方正能直言极谏之士，被举者百余人参加对策，并根据等第授予官职。汉文帝诏举贤良方正仅为偶然之举，既没有明确规定荐举期限、人数，也没有特别明确的荐举标准和规范的荐举程序。汉武帝在即位之初的第一年，就诏令“举贤良方正直言极谏之士”。6年之后，又下诏策试贤良，并且要求“初令郡国举孝廉各一人”，明确规定了郡国必须选举的人数。这标志察举制的正式建立了。

## 汉代察举制的演进
察举制的最初实行，并无完善的程序和制度。在实施过程中，汉朝根据实际实施情况调整和完善，逐步建立起比较严格而完备的察举法规。

### 察举科目
汉代察举的科目也是逐步固定产生的。汉高祖刘邦时，只笼统地提出选拔“賢大夫有肯從我游者”（求賢令），没有明确的选举科目。汉惠帝、吕后诏举“孝悌力田”，汉文帝举“贤良方正能直言极谏者”。虽然规定了明确的选举科目，但不十分固定，且很单一。汉武帝以后察举科目逐渐增多，并日益制度化、规范化。两汉时期比较通行的察举科目主要有：孝廉、秀才（东汉称茂才）、贤良方正（或贤良文学）、明经、明法、尤异、治剧、兵法、阴阳灾异及其他临时规定的特殊科目。

### 察举人数
孝廉原为每州郡岁举一至兩人，由于各郡区域大小不等，人口多少不一，平均分配荐举人数显然有失公平，于是到东汉汉和帝时改为按人口比例进行荐举，大概每廿万人岁举一人，不足廿萬人則兩年一舉，不足十萬人則三年一舉。对少数民族杂居的边郡地区，又另定优惠政策：十万人举孝廉一人，不满十萬，两年举一人，不滿五萬者則三年一舉。

### 察举标准
汉代察举科目很多，察举制实行之初，各科既无统一要求，也没有明确的察举标准，用人条件含糊笼统，而且时有变动。这样，这个制度实行时很难操作，它既不利于下级官吏甄选，也不利于朝廷考核。因此直至東汉光武帝建武八年才确定荐举标准，“四科取士”和“光禄四行”。四科取士为：“一曰德行高妙，志节清白；二曰学通行修，经中博士；三曰明达法令，足以决疑，能按章复问，文中御史；四曰刚毅多略，遭事不惑，明足以决，才任三辅令。皆有孝弟廉公之行”。“光禄四行”为质朴，敦厚，逊让，节俭。

### 察举的条件
汉代察举对被举者与举荐者的具体条件陆续作出若干规定，如对被举者的出身、职业、资历、才能、年龄均作出规定；对举荐者的条件也有若干规定，每年例行的岁举，由刺史、守、相等地方长官负责。西汉三公中的丞相，九卿中的太常、光祿勳负责主管察举工作；丞相司直、司隶校尉与刺史监督察举之虚实。西汉后期，尚书逐渐参掌察举，至东汉，尚书权力更大。 

### 连坐制
汉代规定选任得当与否，选任者和被选任者都要负连带责任，功罪奖惩相同。汉武帝诏令郡国贡举贤才，由于选令过于苛刻，竟造成各郡未荐一人。于是元朔元年（前128年），汉武帝又两次下必须定期举人的诏书，明令若有才不举，轻则免官，重则以“不敬”罪论处。（在古代，“不敬”为极重罪，详见“十恶”）西汉末年，汉平帝即位，王莽执政，曾诏令适当放宽荐举法，结果滥举之事屡见不鲜。东汉初年，为纠正察举不实，重申严格选举之法，保证了察举制的正常实施，但在察举法规的执行过程中，也有过严或过宽、矫枉过正的弊端。

### 荐举方式
汉代察举以推荐为主，考试为辅，考试与推荐相辅而行。推荐过后是还要经过考试复核；复核合格后才能量才录用。无论是特举贤良方正，还是岁举孝廉、茂才，均须经过中央复试。汉代察举制下的考试，在西汉时并不占主导地位，考试只是区分人才高下，授官大小的参考，这与后世以考试为主、以推荐为辅的科举制截然不同。至东汉时，为纠正察举荐人之滥，开始注重考试，形成察举与考试相结合的选士制度，而且考试成份日益增加。在推荐基础上加强考试，这是汉代察举制发展的新趋势。荐举为主，考试为辅，是两汉察举制的基本特点。

## 魏晋南北朝时期
魏晋南北朝时期，察举仍是基本入仕途径之一，西晋时，察举形成了秀才对策而孝廉试经的格局。但曹魏以后，门阀士族势力日益发展，与之相适应，在选官上产生了九品中正制，察举制的地位开始下降。由察举入仕者，多为普通士人，高门权贵子弟一般是凭借门第获得上品，并由一些被视为“清官”的官位直接起家为官。东晋时，察举已相当衰落。南北朝时，察举又趋复兴。但此时之察举，特别是秀才一途，大多为门阀士族占据。北朝后期，随门阀制度的衰落，察举中的普通士人再度增多。南北朝时期，秀才、孝廉在任用上不再先拜郎署之郎官等待迁调，而是直接任命为博士、秘书郎、著作郎、员外散骑侍郎、奉朝请、县令等，或为公府、军府、王国和州府的僚属。

## 察举制向科举制的演变
在南北朝，考试日益成为决定被举者得官与否的中心环节。人们对秀才的注目，主要是对策时文辞的优美，孝廉则在于经学的精湛。唐代初年，王朝规定参加科目考试者可以自由报名，员额上没有限制。这样，察举制也就由一种地方长官的推荐制度，经漫长演变，变成了一种中央设科招考、士人自由投考的科举制度。

## 察举制科目
察举制在实行的数百年间，不断增减调整，逐步建立起一系列察举科目，成为两汉取士的主要来源。
汉代察举科目繁多，大而言之可以分为两大类：一类是经常举行的科目，称常科；另一类是不经常举行的科目，这种科目是皇帝根据需要临时指定的特别选举科目，称特科或特举。
孝廉是察举常科中最主要的科目。常科中还有秀才、明经等科目。秀才最初为特科，到了西汉后期秀才科也成了岁举的常科。明经科察举通晓儒经的人才。另外还有选拔12至17岁之间的“博通经典”者的童子科。

### 孝廉
孝廉科就是察举孝子、廉吏。汉武帝时，采纳董仲舒的建议于元光元年（前134年）下诏郡国每年察举孝者、廉者各一人。不久，这种察举就通称为举孝廉，并成为汉代察举制中最为重要的岁举科目，為汉代政府官员重要来源。
孝廉举至中央后，按制度并不立即授以实职，而是入郎署为郎官，承担宫廷宿卫，目的是使之“观大臣之能”，熟悉朝廷行政事务。然后经选拔，根据品第结果被任命不同的职位，如地方的县令、长、相，或中央有关官职。一般情况下，举孝廉者都能授与大小不一的官职。汉顺帝阳嘉元年（132年）根据尚书令左雄建议，规定应孝廉举者必须年满四十岁；同时制定“诸生试家法、文吏课笺奏”这一重要制度，即中央对儒生出身孝廉，要考试经术，文吏出身则考试笺奏。此后，岁举这一途径就出现正规考试法，孝廉科因而也由一种地方长官的推荐制度，开始向中央考试制度过渡。

### 茂才（秀才）
茂才，西汉时称为秀才，东汉时，为避光武帝刘秀之讳改名茂才，或称茂材。茂才科主要是选拔奇才异能之士，所以通常称“茂才异等”或“茂才特立之士”。秀才最初为特举，在西汉后期成了岁举，举主为刺史，遂形成州举秀才、郡举孝廉的体制。

### 贤良方正
贤良方正是汉代察举特科中最常设又最受重视的科目，此科名称不一，或称为贤良方正，或称为贤良文学，意思是德才兼优。贤良是指才能特出之人。贤良到了政府以後，照例由政府提出幾個政治重大問題，向他們請教，叫做策問。請教賢良們大家發表意見，這叫對策。政府看他們之意見，再分別挑選任用:15。

### 童子
汉代察举专设童子科，规定年龄在12岁至16岁之间，能“博通经典”者可以入选。

### 明经
明经举士的主要目的，就是察举通晓儒家经学的人才。自汉武帝“独尊儒术”以来，两汉各科察举都重视儒家经学。专设明经科，表明汉朝对学习儒经的高度重视和大力提倡。

### 明法（治狱平）
明法就是察举明习法律的人才。汉代治国，儒法兼用，在选拔人才上除重视儒生外，也把明习律令文法者作为重要对象。

### 兵法
这是汉代察举特科，主要察举通晓兵法，勇猛善战的军事人才。此科多在“灾变不息，盗贼众多”之时举行。

### 尤异
汉代官吏中政绩突出者称为“尤异”。察举“尤异”实际就是提拔政绩突出的现任官吏。此科之设在于鼓励各级官吏忠于职守，精于政事，勤政爱民。

### 治剧
汉代因郡县治理的难易而分为剧、平。能治剧，就是能治理最复杂、最难治的郡县。汉代三辅洛阳等临近京城的区域是豪强富户的聚居地，社会关系异常复杂，阶级矛盾尖锐激烈，非特殊之才很难治理。为此，专设岁举特科，选举政绩卓著、勇挑重担、能啃硬骨头的官吏治理此等郡县。

### 阴阳灾异
汉代君主受董仲舒等“天人感应”学说的影响，深信阴阳灾异与国家治乱安危有密切联系，每当阴阳错谬、风雨不调、社会动乱之际，皇帝就下诏举荐通晓阴阳灾异之士，以便调和阴阳、安顿民心。

## 作用和弊端
作为中国古代第一个系统的选官制度，察举制先后持续约八百多年，对中国古代社会有深刻影响。
秦代和汉初用人，承袭战国以来政府奖励军功政策，主要凭军功赐爵。为特别削弱贵族势力，西汉前期逐步建立察举制，大举纳入人才。并大胆果断打破汉兴以来非列侯不拜相的惯例，任命没有封爵的公孙弘为丞相，然后再封他为平津侯，沉重打击贵族企图长期把持高官显位。汉武帝通过健全察举取士标准，亲自选用干练有实才的官吏充任三公九卿及高级军事职务，如桑弘羊、张汤、张骞、李广、卫青、霍去病等都曾官居高职。特别是两汉时期，察举制在大部分时间起着积极作用，带来汉代英才辈出、功业兴盛，对中国封建社会政治、经济、文化和教育发展与繁荣贡献巨大。
察举制作为中国古代最早的系统的选官制度，经过局部变更产生曹魏以后的九品中正制。特别是隋唐时期，为弥补察举客观性差的弊病，逐步加大考试在其中的比例，最终形成后期的科举制。它对中国教育制度、人才选拔制度、官吏制度有举足轻重影响。全國政權選舉或考試，皆分區定額，從此開放給全國各地，始終代表著全國。全國各地均以同一人口比例考選，因此全國各地人民都有希望有人參加中央政府:29。
察举各科设置之初，颇能体现选贤任能原则，也选拔出不少济世之材。同时极大地促进讲习儒经的社会风气的形成和教育的发展。但是察举的主要特点是以主管官员（地方长官和中央各部门长官）的推荐为前提。加上察举荐举为主、考试为辅的特点，以及对伦理道德的要求，导致察举制主观性很强，客观性差。因此到实施后期，“声望”是很重要的，于是，士人便沽名钓誉，弄虚作假，或者攀附权贵，贿赂请托。正所謂"舉孝廉，父別居；舉秀才，不知書。"因而，士风日下，察举不实。